# Alamans
Pour les articles ayant des titres homophones, voir Alamand et Allamand.

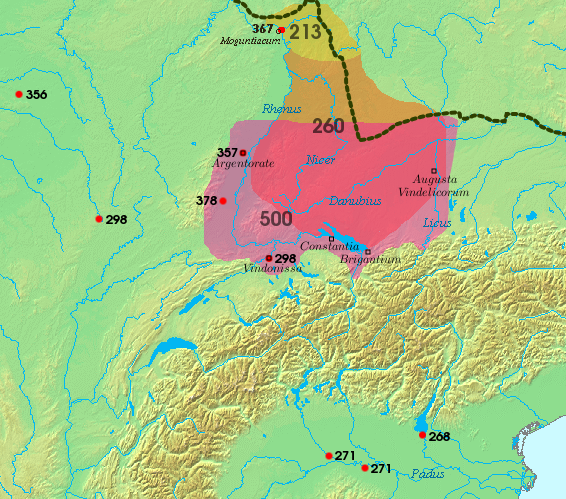
Expansion des Alamans du IIIe siècle au VIe siècle. Les noms indiquent les lieux de batailles, la ligne noire la frontière (limes) nord-est de l'Empire romain.

Les Alamans ou Alémans, en latin Alamanni puis Alemanni, en allemand Alamannen ou Alemannen, sont dans l'Antiquité une confédération de nations germaniques, principalement suèves, établie d'abord sur l’Elbe, puis le long du Main. Il s'agit d'un peuple relativement important dans l'histoire de l'Antiquité et du haut Moyen Âge, mais moins que, par exemple, les Wisigoths, les Vandales ou les Burgondes. Néanmoins, c'est leur nom qui est à l'origine de la dénomination de l'Allemagne dans les pays de langue romane (en allemand Deutschland, en anglais Germany).
Ils sont mentionnés pour la première fois dans un texte romain en 229. En 260, ils conquièrent le Sud-Ouest de la Germanie et se répandent ensuite sur un territoire couvrant une partie de l’Helvétie (actuelle Suisse), la Décumanie (actuel pays de Bade) et une partie de la Séquanaise (l'actuelle Alsace) contribuant à la germanisation de ces régions appartenant à l'Empire romain. 
Vers 500, les Alamans sont vaincus à bataille de Tolbiac (Zülpich) par le roi des Francs mérovingien Clovis, qui annexe leurs territoires, avant d'aller battre les Wisigoths du royaume de Toulouse (508), devenant maître de la plus grande partie de la Gaule. 
En 746, la quasi-totalité de la noblesse alémanique est massacrée à Cannstatt ce qui renforce le contrôle franc sur leur pays, à l'époque où les Carolingiens (Pépin le Bref) prennent la succession des Mérovingiens.
Après le traité de Verdun (843) partageant l'empire carolingien de Louis le Pieux en trois royaumes, les territoires alémaniques reviennent à Louis le Germanique, roi de Francie orientale, puis, au Xe siècle, sont intégrés dans le Saint-Empire où, du Xe au XIIIe siècle, ils constituent l'essentiel du duché de Souabe.

## Origine et évolution du nom

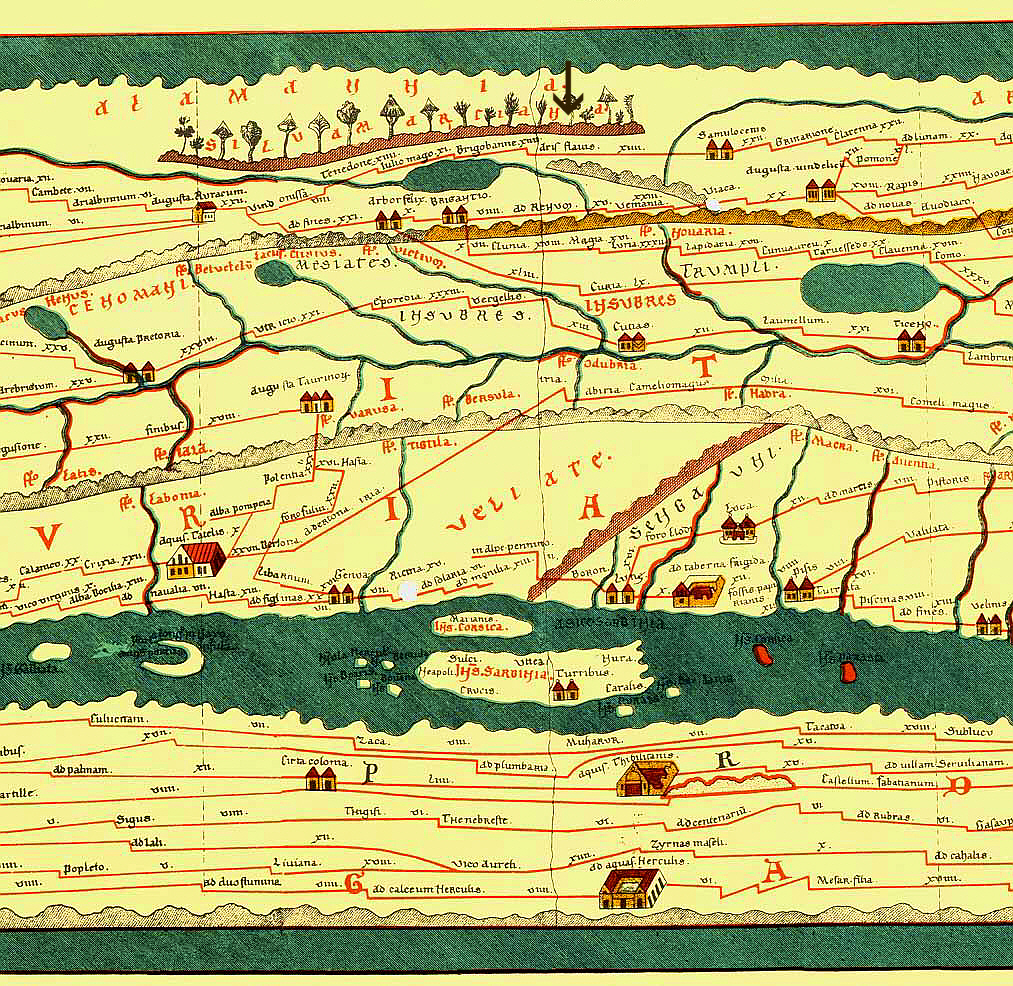
Les Alamans sont mentionnés sur la table de Peutinger (IVe siècle), au nord de la carte près de la forêt hercynienne.

### Le motAlamanni
La signification précise de leur nom, Alamanni (par la suite orthographié Alemanni), qui apparaît pour la première fois sous la plume de Dion Cassius en 229, ainsi que de leur territoire (Alamania), est incertaine. 
Le nom latin Alamanni transcrit un nom germanique composé de all (« tous » ou « tout ») et mann (« homme ») : littéralement, il signifierait « tous les hommes », mais il pourrait aussi signifier « gens de toutes sortes » ou « hommes complets », « les hommes dans leur ensemble » ou « tous les hommes en armes ». 
Selon l'interprétation de l’historien romain Caius Asinius Quadratus (vers 250) cité par l’auteur byzantin Agathias (vers 580), le terme signifierait « regroupement récent d'individus ou de familles » et par conséquent « sans tradition », ce qui aurait un sens péjoratif.

### Suèves et Alamans
Le nom Suebi (« Suèves », en allemand Sueben), souvent associé à celui des Alamans dans les sources latines, devient au début du Moyen Âge synonyme d'Alamanni et finit par le remplacer totalement. Il existe deux théories pour expliquer cette double dénomination.
Établis en Germanie supérieure, il est possible[réf. nécessaire] que les Alamans descendent en grande partie de nations qui se nommaient Suèves. Ce nom est demeuré comme la façon dont ces populations se désignaient elles-mêmes et cette forme aurait, au début du Moyen Âge, remplacé l'appellation d'Alamans qu'utilisaient les autres peuples à leur égard.
Des découvertes archéologiques de vestiges datant du Ve siècle montrent certaines influences de la région du Danube parmi les Alamans. On pourrait en déduire[réf. nécessaire] que des Suèves venus de ce fleuve auraient immigré dans la région et auraient répandu leur nom parmi les Alamans. Il est néanmoins probable que, jusque vers 500, Alamans et Suèves formaient deux peuples distincts. À partir du VIe siècle, les deux noms sont utilisés indifféremment. Le nom de Suèves s’est ensuite progressivement imposé pour désigner le territoire sur lequel les Alamans s’étaient installés, lequel devint par la suite le duché de Souabe (en allemand Schwaben).

### DeAlemaniaà «Allemagne»
Vers la fin du XIIIe siècle, l'expression regnum Alamaniae remplace[pas clair] celle de regnum Theutonicum pour désigner la partie germanique  du Saint-Empire, qui inclut aussi des territoires francophones (comté de Bourgogne, comté de Hainaut, une partie du duché de Lorraine, une partie de la Suisse), des territoires néerlandophones (comté de Hollande, etc.) et des territoires italophones (États féodaux ou urbains du nord de l'Italie, sauf la république de Venise). 
À partir du XIVe siècle, regnum Theutonicum est traduit dans la langue populaire par « deutsche Lande » (origine du nom Deutschland), alors que les pays de langue romane en restent à Alamannia, « Allemagne » en français, Alemanha en portugais, Alemania en espagnol, nom adopté ensuite par les Turcs (Almanya), alors que le mot « teutonique » (issu de deutsch), bien que connu dans ces pays, reste d'usage limité (principalement à propos de l'« ordre des chevaliers Teutoniques », en allemand Deutschritterorden). 

## Histoire

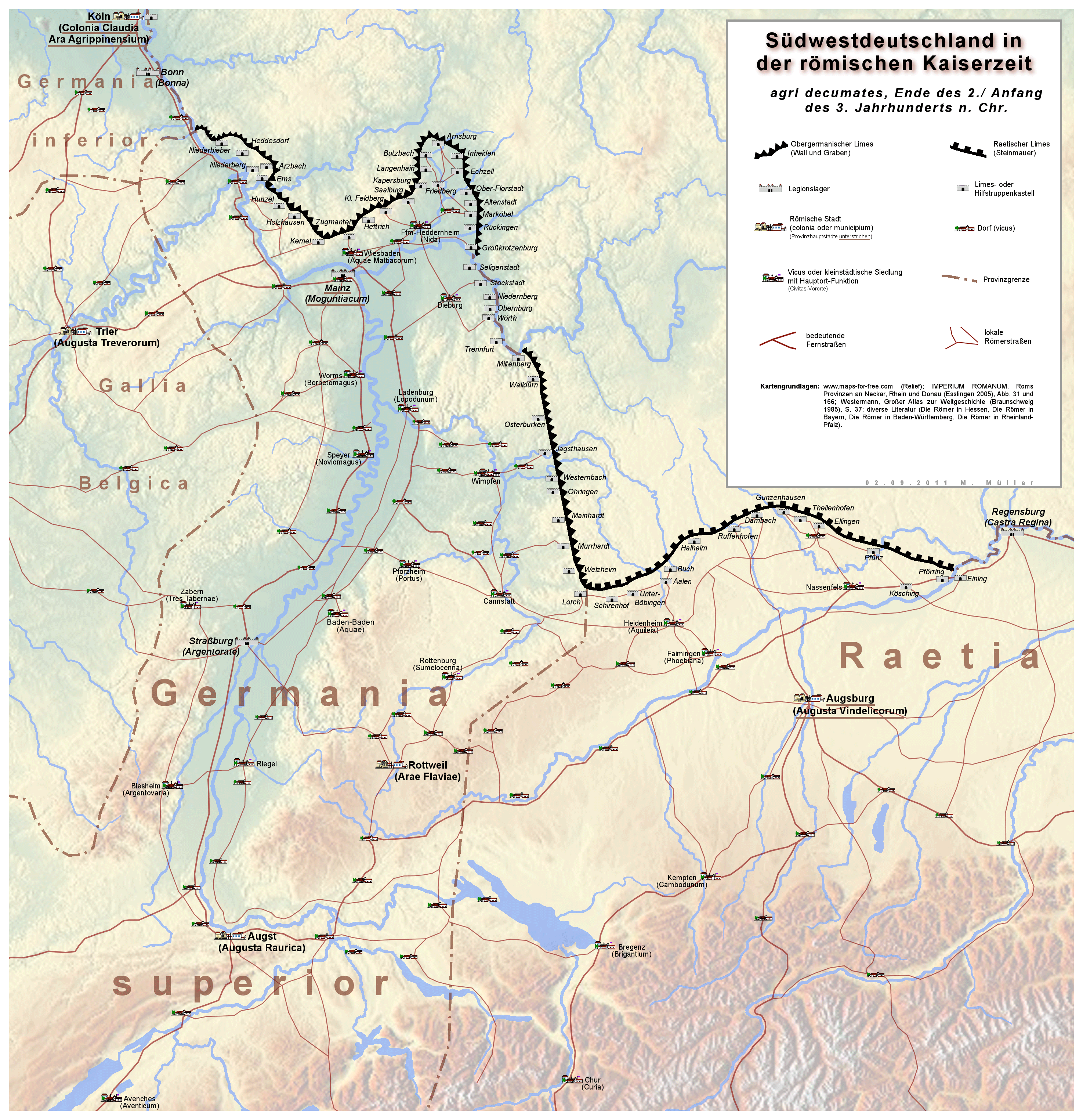
Les champs Décumates occupés par les Romains avant leur conquête par les Alamans,

### Premières migrations (fin de la République et Haut-Empire)
Déjà au temps du roi Arioviste (entre 75 et 58 av. J.-C.), des bandes suèves quittèrent le territoire de l’Elbe/Saale vers la région du Rhin/Main/Neckar. Après la fin des guerres romano-germaniques, de petits groupes de colons s’installèrent dans la région du haut Rhin entre Mayence et Strasbourg de même que dans le bas Neckar, ceux-ci étant décrits comme Suebi Nicrenses. Ces Suèves établis dans l’empire se romanisent progressivement. 
Ammien Marcellin (vers 400) parlant de la campagne de l’empereur Julien (vers 360) contre des Germains établis en Alsace, apr-ès avoir traversé le Main et le Rhin, dit que « l'empereur fit reconstruire un fort que Trajan [alors gouverneur de la toute récente province de Germanie supérieure, soit vers 98/99] avait fait construire sur le territoire des Alamans et qu’il avait appelé de son propre nom ». 

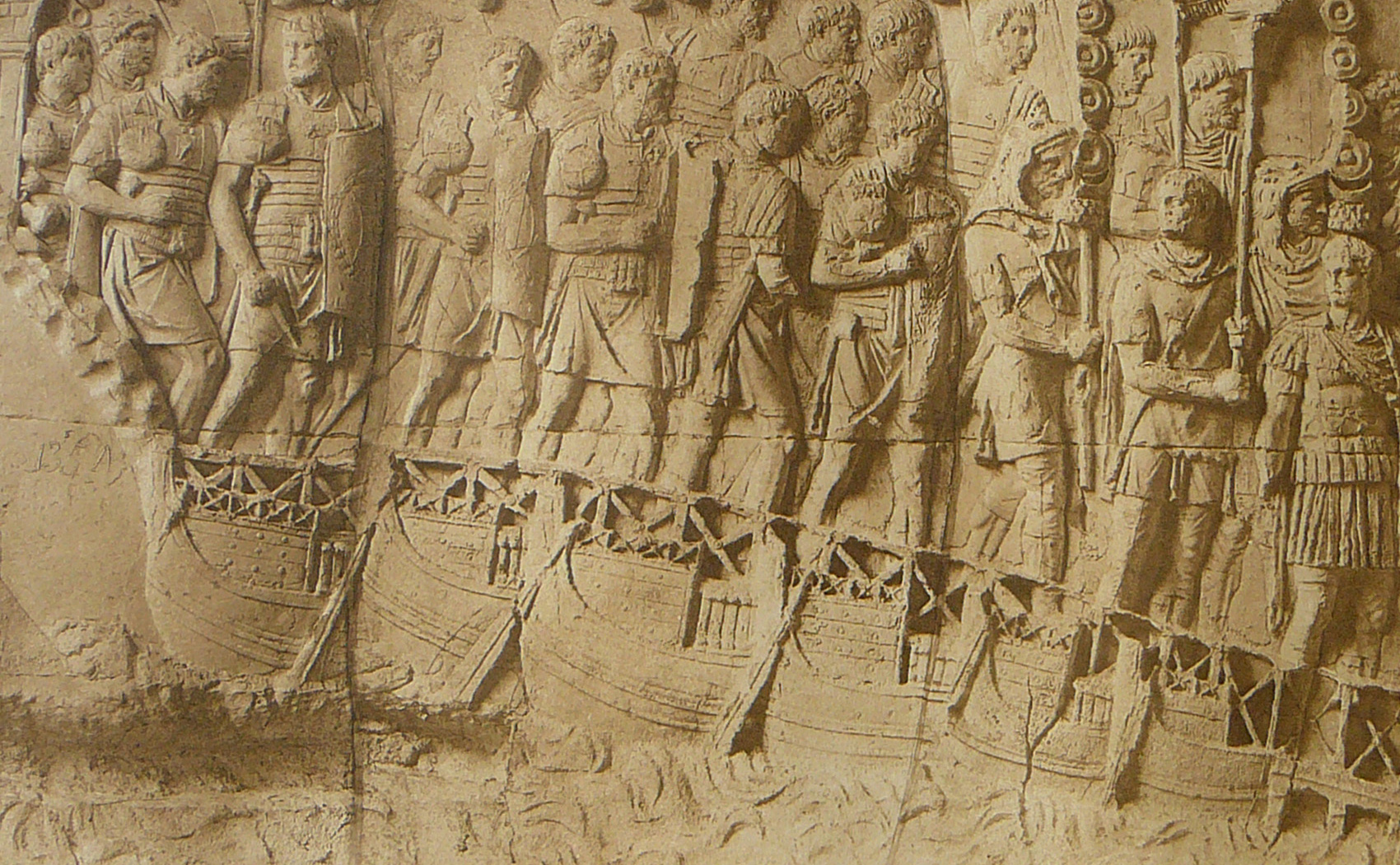
Soldats de la Legio II Traiana Fortis, bas-relief de la colonne Trajane, IIe siècle.

Il est probable que les Alamans, initialement situés au nord de la province de Rhétie, dans une région qu’ils abandonnèrent aux Thuringes, furent contenus par les Romains jusqu’au milieu du IIIe siècle.

### IIIesiècle
De nouveaux groupes germaniques traversent le limes rhénan au début du IIIe siècle et effectuent des razzias dans l'empire romaine. 
On ne sait pas avec certitude s’il s’agissait déjà de bandes pouvant être qualifiées d’alamanes, ni si elles s’appliquaient ce nom à elles-mêmes ou si celui-ci leur avait été donné par les Romains pour décrire les nations germaniques établies sur le haut et le moyen Rhin et les distinguer des autres germains . 

#### La campagne de Caracalla (vers 210)
Le nom des Alamans est mentionné pour la première fois dans le récit que fait Dion Cassius de la campagne de l’empereur Caracalla en 213. Dion Cassius fait des Alamans des victimes de cet empereur. À leur appel à l’aide, l’empereur répondit en effet en envahissant leur pays, en changeant le nom de leurs villages et en exécutant leurs guerriers. Lorsqu’il tomba malade, les Alamans prétendirent lui avoir jeté un sort que Caracalla tenta de contrer en invoquant les esprits de ses ancêtres. 
À titre de châtiment, Caracalla envoya contre eux la Legio II Traiana Fortis. Vaincus, les Alamans maintinrent la paix pendant un certain temps. Pour commémorer ce haut fait, cette légion reçut le surnom de Germanica et Caracalla lui-même celui de Germanicus.

#### La conquête des Champs Décumates (259)
Profitant de l'affaiblissement du limes de Germanie, résultat de l'anarchie militaire qui régnait dans l'Empire romain depuis la fin des Sévères en 235, les Alamans franchissent le limes en 259 et s'installent dans l'empire. 
Ils devinrent ainsi dans la province de Germanie supérieure les voisins des Romains avec lesquels ils eurent des relations tantôt de collaboration (de nombreux Alamans entrèrent au service de l’Empire, soit comme mercenaires soit comme paysans-soldats), tantôt de confrontation. 
Pour se protéger de leurs incursions, les Romains construisirent des fortifications à l’arrière du limes de Rhétie et de Germanie supérieure. Leurs raids frappèrent les imaginations. Grégoire de Tours (mort vers 594) mentionne ceux du roi Chrocus, notamment à Clermont-Ferrand, et les responsables du martyre de nombreux chrétiens. Au printemps 259, Gallien les battit près de Milan (bataille de Mediolanum), mais dut leur abandonner les Champs Décumates (approximativement le Bade-Wurtemberg actuel) : les Alamans s’installèrent alors dans cette partie de la frontière qui forme saillie et leur permit de passer facilement le Rhin ou le Danube, menaçant la Gaule de l’Est, la Rhétie et l’Italie du Nord.

#### Campagnes de 268
En 268, ils lancèrent une invasion majeure dans le Nord de l'Italie, où les Romains avaient été forcés de retirer une grande partie de leurs troupes en réponse à l'invasion des Wisigoths. Au début de l'été, l'empereur Gallien arrêta leur avance en Italie, mais dut ensuite faire face aux Goths. Quand, en septembre, la campagne des Goths se termina par la victoire des Romains à la bataille de Naissus, le successeur de Gallien, Claude le Gothique, retourna dans le Nord pour s'occuper des Alamans qui commençaient à occuper toute l'Italie au nord du Pô.
Après des efforts inutiles pour arriver à une retraite pacifique, en novembre 268, Claude força les Alamans à se battre lors de la bataille du lac de Garde. Les Alamans furent battus et durent retourner en Germanie ; pendant de nombreuses années, ils ne constituèrent plus une menace pour les Romains.
Le 21 avril 289, Mamertin prononça à Trèves un discours à la louange de l’empereur Maximien dans lequel il mentionna les Alamanni. C’est la première mention par un contemporain des Alamans[pas clair]. 
C’est aussi à partir de cette période que l’on trouve l’expression Alamania pour décrire le territoire situé au nord du Rhin supérieur.

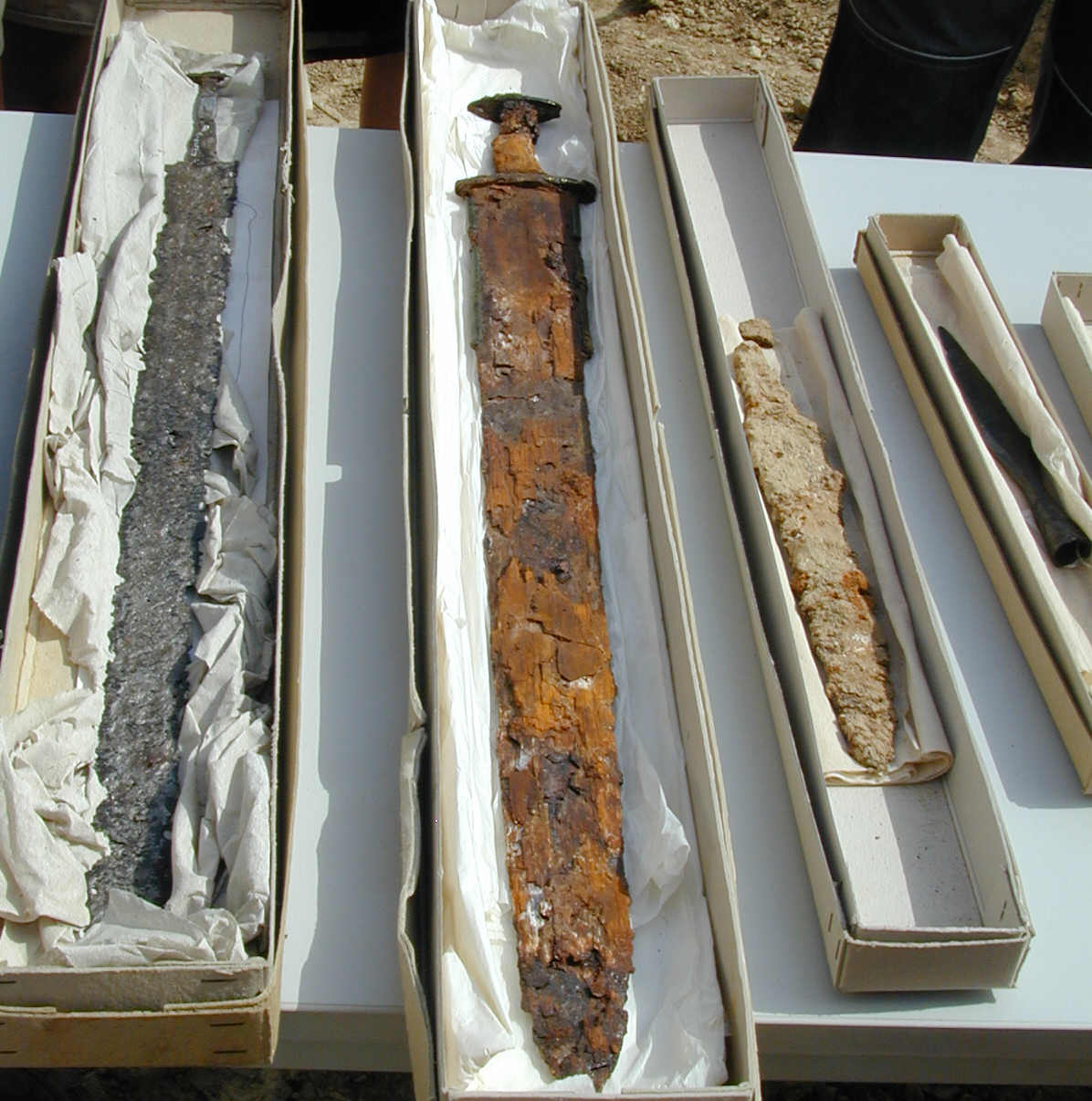
Armes découvertes dans un cimetière alaman près de Fribourg-en-Brisgau.

### Période du Bas-Empire (295-476)
Dans les années 290, l'empereur Dioclétien effectue une profonde réforme de l'organisation de l'empire romain : partage en deux zones (Orient et Occident, chacune avec deux empereurs (un Auguste et un César) ; abandon de Rome comme lieu de résidence des empereurs ; création de nouveaux échelons de pouvoir (préfectures du prétoire et diocèses) et augmente considérablement le nombre des provinces. Cette période est aussi marquée par l'édit de tolérance du christianisme (313), puis par la victoire du christianisme, qui devient religion officielle et exclusive de l'empire en 395.

#### IVesiècle
Les luttes entre les Romains et les Alamans reprennent à partir de 352 lorsque les Alamans passèrent le Rhin en même temps que les Francs et pillent les Gaules. Malgré un traité conclu en 354 et la défaite des Alamans sur les cols grisons en 355, ce n’est qu’à la bataille de Strasbourg en 357 que Chnodomarius et six autres rois alamans furent définitivement vaincus par le futur empereur Julien.
Le 2 janvier 366, les Alamans franchirent de nouveau le Rhin en grand nombre afin d'envahir l'Empire romain, mais furent défaits par l’empereur Valentinien Ier à la bataille de Solicinium dans le Sud-Ouest de l’Allemagne. En 374, les Alamans sous la conduite de leur roi Makrian conclurent une paix durable avec l’empereur Valentinien et devinrent des fédérés. L’empereur Gratien remporta contre eux en 378 la bataille d'Argentovaria, dernière expédition de troupes romaines sur la frontière du Rhin.
L’usurpation de Magnus Maximus en Bretagne et la guerre avec les Francs permirent aux Alamans d’entrer en Rhétie que l’empereur Valentinien II ne put défendre qu’avec l’aide des Alains et des Huns. De nouvelles luttes intestines sous l’empereur Théodose II affaiblirent la position des Romains sur le Rhin. 
Stilicon parvint en 396/398 à renouveler le traité de paix avec les Alamans.

#### Vesiècle: le déclin de l'Empire romain d'Occident
À partir du début du Ve siècle, l'Empire romain d'Occident est en butte à une série d'attaques en profondeur des armées germaniques, dont le sac de Rome en 410 par les Wisigoths est l'épisode le plus spectaculaire. 
Dès 401, Stilicon est contraint de retirer des troupes romaines de la frontière du Rhin afin de protéger l’Italie contre les Wisigoths (vainqueurs de l'Empire d'Orient en 378 à Andrinople), mais en vain. En décembre 406, les Vandales, les Suèves et d'autres franchissent le Rhin mal protégé et se répandent jusqu'en Hispanie et en Afrique. En 417, les Wisigoths fondent le royaume de Toulouse (en principe, fédéré de l'empire). 
Flavius Aetius, commandant des armées romaines en Gaule, repousse une nouvelle attaque du groupe alaman des Juthunges contre la province de Rhétie en 430.
En 457, l'empereur Majorien arrêta des pillards alamans qui ont passé les cols des Grisons. Malgré cela, les Alamans continuèrent leur expansion dans toutes les directions jusqu’à ce qu’ils se heurtent aux Burgondes, installés à l’instigation d’Aetius en Sapaudia (Savoie) dès 443. 

### Après la fin de l'Empire romain d'Occident (476): des Mérovingiens au Saint-Empire
L'Empire romain d'Occident, très affaibli, disparait formellement en 476, laissant la place à différents royaumes germaniques. En Gaule, les Francs, fédérés de la région de Tournai, dirigés depuis 481 par le mérovingien Clovis, conquièrent le nord de la Gaule en 486 (bataille de Soissons). Païen, Clovis se convertit (ainsi que ses guerriers) au christianisme romain (nicéen) en 496.

#### Période mérovingienne (481-751)
Clovis soumet les Alamans lors de la bataille livrée vers cette époque à Zülpich (localité située à l'ouest de Bonn, en latin d'époque Tolbiacum, d'où : « Tolbiac ») (par la suite, Clovis bat les Wisigoths à Vouillé (508) et les contraint à quitter la Gaule pour l'Hispanie où ils fondent le royaume de Tolède. En 534, ses fils mettent fin à l'indépendance du royaume des Burgondes).
Après la défaite de Tolbiac, certains des chefs alamans se dirigent vers la Rhétie et le nord de l'Italie, alors sous le contrôle des Ostrogoths (depuis 493). Une Alémanie se constitue dans le royaume des Ostrogoths. Vers 536, le roi Vitigès le remet finalement aux Francs[pas clair].
Après la mort de Clovis (511), le royaume des Francs est partagé entre ses fils, subissant ensuite une succession de guerres civiles, de réunifications et de partages successoraux. Le pays des Alamans devient un duché (c'est-à-dire un commandement militaire), le ducatus Alamannorum, dont le chef (dux) est un Franc. Son centre politique est la région du Rhin supérieur (autour du lac de Constance). Lors du partage de 561, le duché des Alamans est attribué à l’Austrasie (capitale : Metz). 

#### Conflits entre les maires du palais carolingiens et les ducs des Alamans (VIIIesiècle)
Les ducs des Alamans, comme les autres responsables locaux (ducs et comtes) cherchent généralement à affaiblir leur lien de subordination aux rois francs. À partir de la fin du VIIe siècle, les Mérovingiens voient le pouvoir leur échapper au profit des maires du palais d'Austrasie, de la famille carolingienne. Au VIIIe siècle, les maires du palais Pépin de Herstal (mort en 714) et Charles Martel (mort en 741) mènent plusieurs campagnes contre les ducs Willehari (en) et Lantfrid qui affirment leur attachement à la dynastie mérovingienne. 
En 732, Charles Martel, vainqueur, supprime la fonction de duc. 
À sa mort, son fils aîné, Carloman, reçoit l’Austrasie, la Thuringe et l’Alémanie. Après plusieurs révoltes, les Alamans sont de nouveau vaincus et un procès est organisé en 746 à Cannstatt (aujourd'hui Bad Cannstatt, près de Stuttgart). Le procès conclut à la culpabilité des chefs alamans, dont beaucoup sont condamnés à mort, et leurs biens sont confisqués.
En 751, Pépin le Bref, autre fils de Charles Martel, obtient du pape d'être reconnu comme roi des Francs, les Mérovingiens étant devenus, selon lui, inaptes à la fonction de roi.

#### Période carolingienne: de Pepin le Bref à Louis le Pieux (751-840)
L’Alémanie est divisée en deux comtés tenus vers 760 par Ruthard et Warin. Le titre ducal tombe en désuétude[pas clair].
- période du règne de Charlemagne (768-814), roi des Francs en 768, roi des Lombards en 774, couronné empereur par le pape en 800.

- période du règne de Louis le Pieux, roi d'Aquitaine jusqu'en 814, empereur de 814 à 840 ; Louis le Pieux est confronté à la rébellion de ses propres fils.

#### Après le partage de Verdun (843-962)
À sa mort, ses fils survivants, Lothaire, Louis et Charles, entrent en conflit. Louis et Charles s'allient en 842 contre Lothaire (serment de Strasbourg) et lui imposent le traité de Verdun (843), partage des territoires de l'empire entre trois royaumes (Francie occidentale, Francie médiane, Francie orientale).
Dans le partage de 843, l’Alémanie échoit à la Francie orientale, attribuée à Louis (dit « le Germanique »). Par la suite, de nouveaux partages interviennent entre les fils de Louis, notamment en 859 et 865. L'Alémanie revient alors au plus jeune de ses fils, Charles III le Gros.

#### Période du Saint-Empire (à partir de 962)
En 962, le puissant duc de Saxe Otton le Grand met fin à la dynastie carolingienne en Francie médiane et orientale, instituant un nouvel empire, traditionnellement appelé Saint-Empire romain germanique (962-1804). Il a pour frontières à l'ouest celles qui ont été définies à Verdun entre la Francie occidentale et la Francie médiane, notamment le Rhône, la Saône, la Meuse et l'Escaut.
Dans le Saint-Empire, l'Alémanie redevient un duché sous la dénomination de duché de Souabe. Ce grand fief de l'empire perdure jusqu’en 1268.

### Cartes

Cartes de l'expansion des Alamans
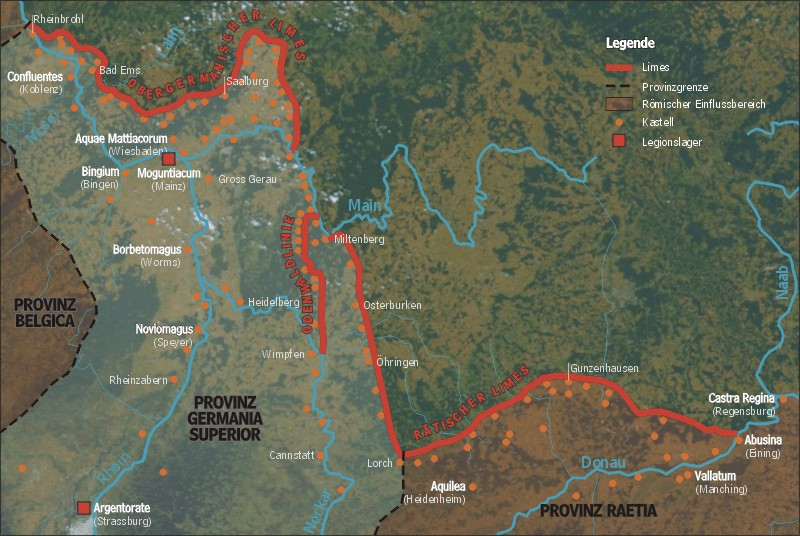
Le limes germanicus de 83 à 260.
Territoire détenu par les Alamans en Gaule romaine en 480 (en fuchsia).
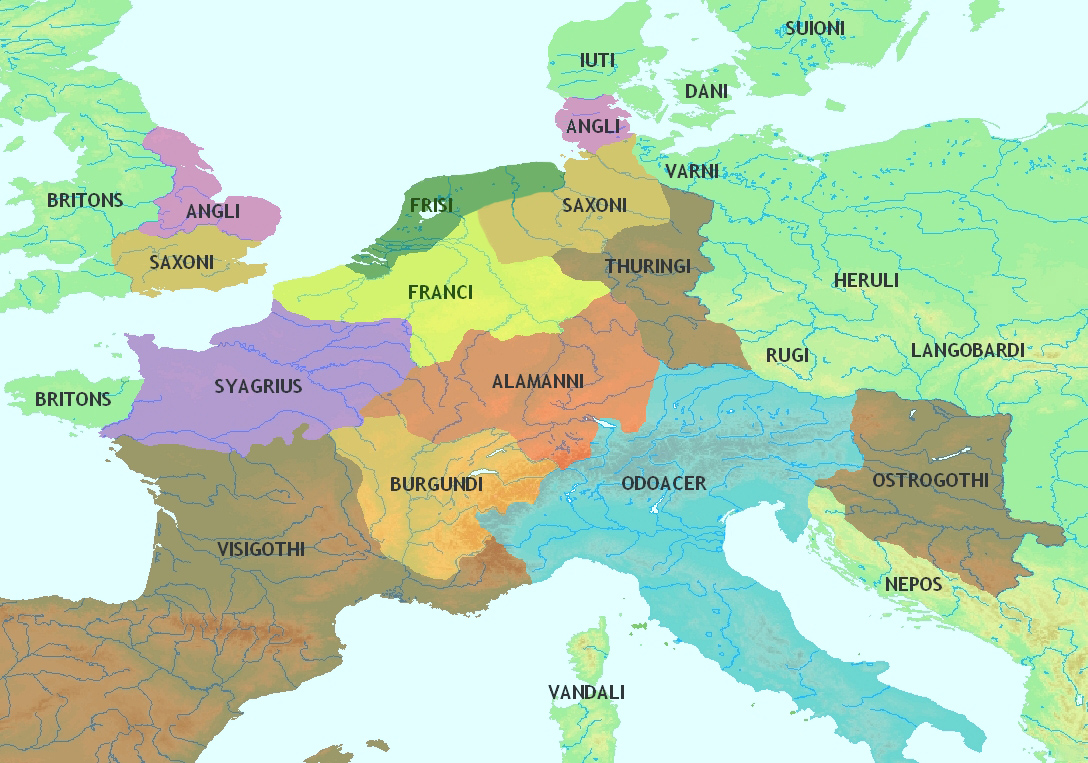
Les royaumes succédant à l'Empire romain d'Occident en 476.
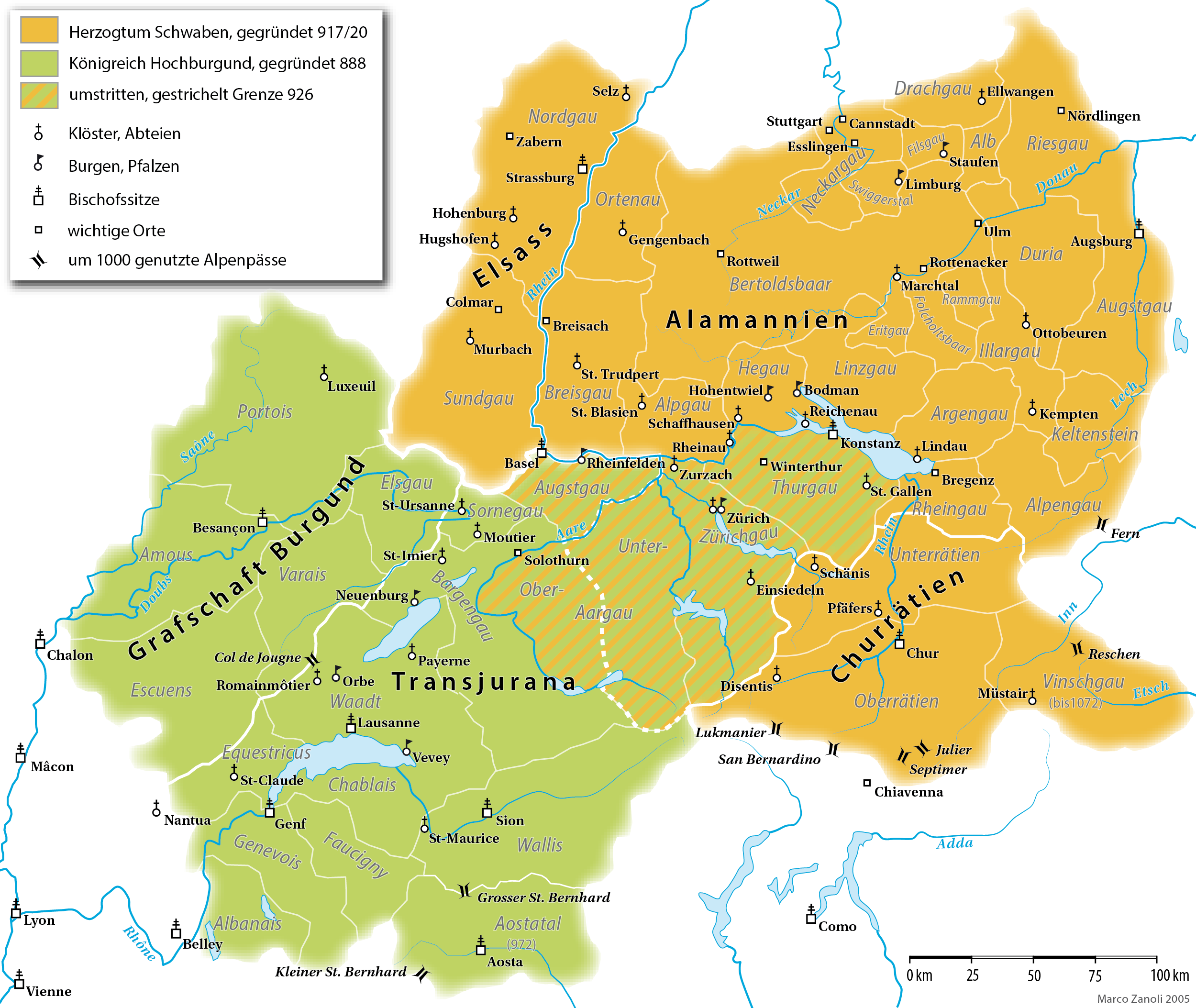
Les Alamans au Xe siècle, répartis entre le duché de Souabe et le royaume de Bourgogne.

## Organisation politique

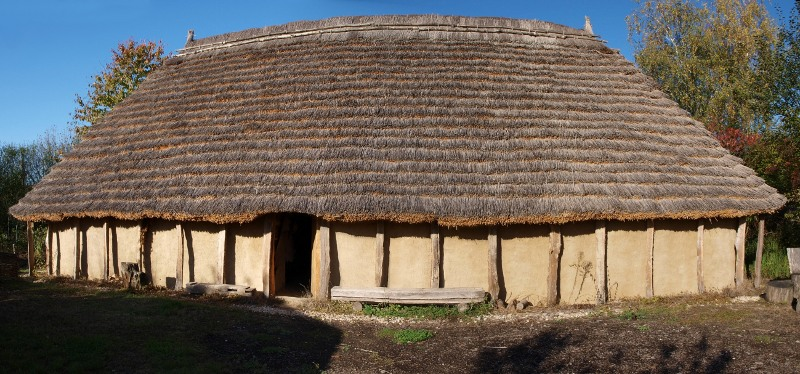
Reconstitution d'une maison/écurie au musée des Alémans de Vörstetten (Bade-Würtemberg).

Les Alamans étaient répartis en une série de cantons (pagi) sur la rive droite du Rhin. Le nombre exact et l’étendue de ces pagi sont incertains et ont probablement varié dans le temps. Les pagi étaient regroupés en royaumes (regna), selon toute probabilité permanents et héréditaires. Pour décrire les dirigeants de ces royaumes, Ammianus emploie différents termes : reges excelsiores ante alios (« rois surpassant les autres »), reges proximi (« rois voisins »), reguli (« rois ordinaires ») et regales (« princes »). Il peut s’agir d’une hiérarchie, mais il peut également s’agir de termes vagues ou d’une combinaison des deux. En 357, il semble y avoir eu deux rois surpassant les autres (Chnodomar et Westralp) qui agissaient probablement comme présidents de la confédération et sept autres rois (reges). Leurs territoires étaient restreints et, sauf quelques-uns, s’étendaient le long du Rhin. Il n’est pas impossible que les reguli aient été les souverains des deux pagi existant dans chaque royaume. Sous la classe des rois se trouvaient celle des nobles, appelés optimates par les Romains, et des guerriers, appelés armati. Les guerriers consistaient en professionnels et en hommes libres enrôlés. Chaque noble pouvait enrôler environ cinquante guerriers. 
Le Pactus Alamannorum (en) et la Lex Alamannorum (cette dernière attribuée au duc Lantfrid et datant des environs de 730), donnent une idée de l’organisation sociale des Alamans quoiqu’elles décrivent une situation plus idéale que réelle. Elles correspondent à une époque où l’on tentait de remplacer les notions de vengeance et de guerre privée par des notions de justice pénale garantie pour tous par le souverain. La Lex Alamannorum se divise en trois parties : questions relatives à l'Église (essentiellement constitution et conservation des biens ecclésiastiques), au duché (structures seigneuriales et préservation de celles-ci), au peuple (tarifs de composition). Cette dernière reflète un ordre socio-juridique basé sur la distinction entre hommes libres, semi-libres et non libres.

## Religion

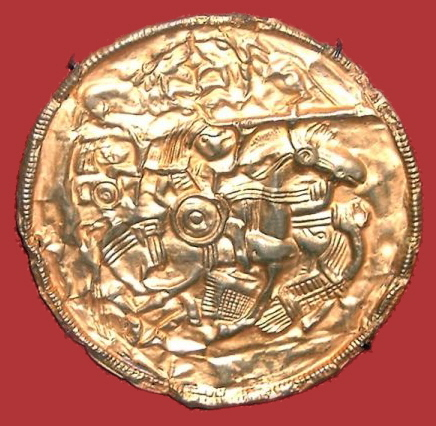
La bractéate de Pliezhausen (VIe siècle ou VIIe siècle). Iconographie typique de la période païenne décrivant un guerrier étendu sur le dos tuant un cheval au galop au-dessus de lui. Scène adaptée de représentations similaires sur divers tombeaux romains de la région.

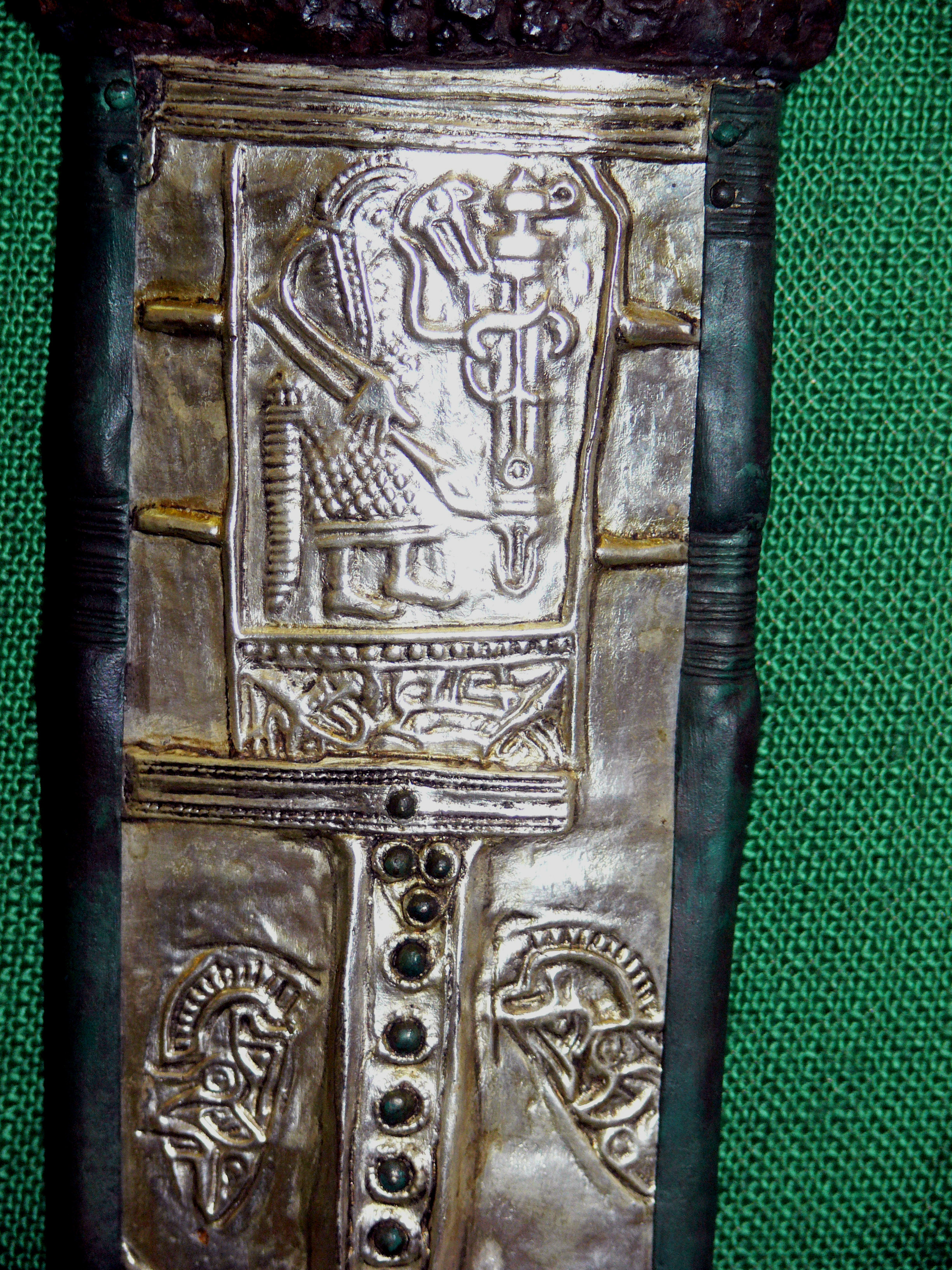
Guerrier à tête de loup, fourreau d'épée de Gutenstein (Sigmaringen), VIIe s.

Jusqu’au VIIe siècle, les Alamans continuèrent à adorer les anciennes divinités comme Wotan et Thor ou Donar. Une médaille d’or trouvée à Daxlanden (en) montre un être humain, probablement Wotan, se métamorphosant en oiseau ; deux autres médailles montrent une déesse, probablement la déesse-mère Frîja.
La christianisation des Alamans se fit progressivement du VIe au VIIIe siècle. Certains historiens soutiennent que l’élite alémane, parmi laquelle le roi Gibuld, aurait pu être convertie à l’arianisme sous l’influence des Wisigoths dès la fin du Ve siècle.
Au milieu du VIe siècle, l’historien byzantin Agathias de Myrine note dans le contexte des guerres menées par les Goths et les Francs contre les Byzantins que les Alamans qui combattaient aux côtés du roi franc Theudebald étaient en tous points semblables aux Francs sauf en ce qui avait trait à la religion, puisqu'« ils adorent certains arbres, l’eau des rivières ou fleuves, les collines, les montagnes et les vallées en l’honneur desquelles ils offrent des chevaux, du bétail et de nombreux autres animaux en les décapitant, s’imaginant en le faisant, faire acte de piété ».
L’auteur parle également du caractère impitoyable des Alamans dans leur destruction des sanctuaires chrétiens et dans leur pillage des églises, les opposant aux Francs qui, eux, manifestaient le plus grand respect à l’endroit de ces lieux de culte. Agathias exprime l’espoir qu’au contact des Francs, les Alamans adoptent de meilleures manières, espoir qui, si on en juge par les apparences, s’est effectivement réalisé. Des années 520 aux années 620, on note une recrudescence des inscriptions en vieux futhark (la plus ancienne des écritures runiques). Environ soixante-dix spécimens ont été retrouvés, la moitié d’entre eux sur des fibules, d’autres sur des boucles de ceintures, divers bijoux et parties d’armement. L’utilisation des inscriptions runiques disparut avec l’avancée du christianisme. La fibule de Nordendorf (début du VIIe siècle) porte les noms de divinités païennes. Le terme logaþorewodanwigiþonar peut se comprendre comme « Wodan et Donar sont des magiciens/sorciers », mais pourrait aussi constituer une invocation païenne à la puissance de ces divinités ou une invocation chrétienne contre leur pouvoir magique. Une inscription rune sur une fibule découverte à Bad Ems exprime un sentiment pieux chrétien que confirme la présence d’une croix. Elle se lit : god fura dih deofile ou « Dieu pour/devant toi, Théophile ! ». Datant d’entre 660 et 690, elle marque la fin de la tradition alémanique autochtone de l’écriture rune. Situé dans la Rhénanie-Palatinat, sur la frontière nord-ouest de colonie alémanique, Bad Ems est l’endroit où l’influence franque devait être la plus forte.

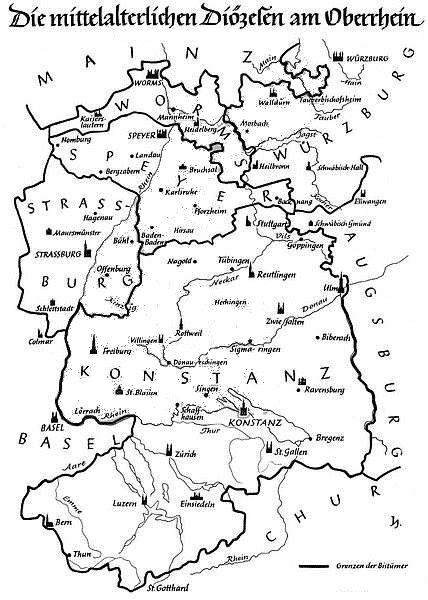
Diocèses du Rhin supérieur au Moyen Âge.

Saint Colomban et saint Fridolin furent les apôtres des Alamans. Ce dernier fonda un premier couvent au VIIe siècle. Le diocèse de Constance, établi au début du VIe siècle, fut considéré comme celui des Alamans et servit de cadre à leur christianisation. Ses limites semblent fixées en partie sous Dagobert Ier (623-638/639). Il reçut l’appui de Gunzo (en), duc alaman chrétien, et eut des appuis dans le diocèse de Coire. En dépit du zèle de ces missionnaires, les Alamans semblent avoir continué à pratiquer leurs cultes païens, les couvrant d’un mince manteau chrétien. Ce n’est que vers l’an 700 qu’ils renoncèrent à la coutume des offrandes funéraires et commencèrent à inhumer leurs morts à l’intérieur ou à proximité des églises. On trouve également dans l’art le syncrétisme traditionnel germanique allié à un symbolisme chrétien, quoique le symbolisme purement chrétien prenne de plus en plus de place au cours du VIIe siècle. Contrairement à ce qui se produisit chez les Saxons ou les Slaves, le christianisme fut introduit graduellement et volontairement sous la conduite de l’élite mérovingienne.
La création d’une Église reconnue officiellement par la puissance temporelle se constate également dans l’histoire juridique. Alors que le Pactus Alamannorum du début du VIIe siècle ne mentionne pratiquement aucun privilège spécial pour l’Église, la Lex Alamannorum d’une vingtaine d’années plus tardive consacre tout un chapitre à ce sujet.

## Chronologie
- 213 : première apparition des Alamans comme assaillants en Germanie supérieure. Caracalla leur inflige une telle défaite qu’ils sont tenus en respect pour une vingtaine d’années.
- 233 : les Alamans franchissent le limes, dégarni des troupes engagées en Orient. Alexandre Sévère, revenu d’Orient, engage des négociations plutôt que de combattre. Furieux, ses soldats le tuent en 235 et le remplacent par Maximin le Thrace. Maximin contre-attaque les Alamans sur leurs territoires et les bat complètement.
- 253 : les Francs et les Alamans envahissent la Gaule.
- 258 à 259 : le raid le plus dévastateur des Alamans. Gallien les bat près de Milan, mais doit leur abandonner les Champs Décumates.
- 268 : assaut des Alamans sur la Rhétie et l’Italie, Claude II le Gothique les bat avec sa cavalerie près de Milan, puis au lac de Garde.
- 271 : (1) bataille de Plaisance : l’empereur Aurélien est défait par les forces alémanes qui envahissent l’Italie. (2) Bataille de Fano (en) : Aurélien défait les Alamans qui amorcent leur retraite d’Italie. (3) Bataille de Pavie : Aurélien détruit l’armée alémane qui retraite.
- 275 : la Gaule est pillée par les Francs et les Alamans.
- 277 : l'empereur romain Probus libère la Gaule des Francs et des Alamans, et cantonne ces derniers entre Rhin et Danube.
- 298 : (1) Bataille de Lingones – Constance Chlore, encore césar, défait les Alamans ; (2) Bataille de Vindonissa (en) : deuxième bataille victorieuse pour Constance.
- 352 : les Alamans et les Francs battent l'armée romaine, prennent 40 villes et s'installent entre Moselle et Rhin.
- 356 : bataille de Reims : le césar Julien est défait par les Alamans.
- 357 : bataille de Strasbourg : Julien défait cette fois les Alamans et les rejette de l'autre côté du Rhin.
- 360 : Julien soumet les Alamans et rétablit la frontière du Rhin.
- 365 : les Alamans passent le Rhin gelé et atteignent Châlons-sur-Marne.
- 367 : bataille de Solicinium : Valencien Ier met un terme à une nouvelle incursion des Alamans.
- 374 : Valentinien Ier établit un fœdus avec les Alamans, autorisant leur installation sur la rive ouest du Rhin.
- 378 : les Alamans envahissent l'Alsace ; bataille d’Argentovaria : l’empereur Gratien défait les Alamans.
- 396 : les Romains enrôlent des Francs et des Alamans pour défendre la frontière du Rhin.
- 496 : les Francs battent les Alamans sur le Neckar : ceux-ci leur cèdent la région du Main-Neckar.
- 496 : Clovis Ier fait alliance avec les Francs du Rhin pour défaire les Alamans à la bataille de Tolbiac sur Rhin.
- 709 : début de la guerre des Francs et des Alamans.
- 712 : fin de la guerre des Francs et des Alamans.
- 746 : Pépin le Bref fait administrer l’Alémanie par deux comtes.
- 915 : création du duché de Souabe.
- 917 : Conrad Ier donne un titre ducal étendu à l’Alémanie alliant l’Alsace et la Souabe.
- 919 : Bouchard II est reconnu dans ses titres par Henri l’Oiseleur lors de l’avènement de la maison saxonne.

## Liste des souverains alamans

### Rois indépendants
- Chrocus (306)
- Mederich (père d’Agenarich, frère de Chnodomar)
- Chnodomar (350, 357)
- Vestralp (357, 359)
- Ur (357, 359)
- Agenarich (Serapio) (357)
- Suomar (357, 358)
- Hortar (357, 359)
- Gundomad (354), corégent de Vadomar
- Ursicin (357, 359)
- Makrian (368-371)
- Rando (368)
- Hariobaud (IVe siècle)
- Vadomar (avant 354-360)
- Vithicab (360-368)
- Priarius (?-378)
- Gibuld (Gebavult) (env. 470)

### Ducs sous suzeraineté franque
- Bucçlin 1er le très libre  (539-554)
- Leuthari Ier (avant 552-554)
- Haming (539-554)
- Lantachar (jusqu’en 548) (diocèse d’Avenches)
- Magnachar (565) (diocèse d’Avenches)
- Vaefar (573) (diocèse d’Avenches)
- Theodefrid (en)
- Leutfred (570-587)
- Uncilin (en) (587-607)
- Gunzo (en) (613)
- Chrodobert (en) (630)
- Leuthari II (en) (642)
- Gotfrid (en) (jusqu’en 709)
- Willehari (en) (700-712) (à Ortenau)
- Lantfrid (709-730)
- Theudebald, duc d'Alémanie (en) (709-744)